# Йонське будівництво та ВТТ
Йонське будівництво та ВТТ (рос. Ёнское строительство и ИТЛ, Енлаг) — підрозділ системи виправно-трудових установ СРСР.
Час існування: організований 23.12.40; закритий 28.06.41.
Дислокація: Мурманська область, Кіровський р-н, с. (нині місто) Ковдор;

в 190 км від ст. Пінозеро Кіровської залізниці.

## Історія
Влітку 1933 року, опинившись в районі озера Ковдор, Костянтин Михайлович Кошиць виявив магнітну аномалію, а потім знайшов корінні виходи магнетитових руд на схилах гори Пількома-Сельга, перейменованої пізніше в гору Залізорудна. На горі Воцу-Вара ним були виявлені карбонатні і лужні породи. Він повідомив про знахідку і склав короткий опис залізорудного родовища, назвавши його Йонським.

## Виконувані роботи
- будівництво гірничорудних підприємств на Йонському родовищі залізних руд,
- розробка кар'єрів, ремонтно - механічні майстерні,
- лісові заготівлі, деревообробка, цегельний завод,
- швейні та шевські майстерні